# Amerang
Amerang település Németországban, azon belül Bajorországban. Lakosainak száma 3761 fő (2023. december 31.). Amerang Eiselfing és Babensham községekkel határos.

## Népesség
A település népessége az elmúlt években az alábbi módon változott:
| Lakosok száma | 794  | 1683 | 2441 | 2727 | 3581 | 3609 | 3707 | 3679 | 3649 | 3761 |
|               | 1875 | 1950 | 1975 | 1987 | 2012 | 2014 | 2016 | 2017 | 2021 | 2023 |